# Willikies
Willikies – miasto położone we wschodniej części wyspy Antigua w Antigui i Barbudzie (Saint Philip). Populacja miasta wynosiła 1149 mieszkańców (2013).